# Starrtjärnarna (Jokkmokks socken, Lappland, 740237-171164)
Starrtjärnarna är en sjö i Jokkmokks kommun i Lappland och ingår i Råneälvens huvudavrinningsområde.